# Egmont (groupe de médias)
Pour les articles homonymes, voir Egmont.
Egmont, anciennement nommée Gutenberghus, est un important groupe de médias danois dont les activités se sont développées en Scandinavie et dans les pays nordiques. L'imprimerie originelle est fondée en 1878 par Egmont Harald Petersen à Copenhague.
Actuellement, le groupe produit un grand nombre de magazines, de comics (voir Aku Ankka en Finlande), de livres, de films, de programmes télévisés, de services pour téléphones mobiles et de jeux vidéo.

## Historique

### 1878-1992: L'éditeur Gutenberghus
En 1878, Egmont Harald Petersen ouvre une imprimerie à Copenhague qu'il baptise rapidement Gutenberghus. Elle ouvre le 15 mai.
En 1904, Peterson rachète le magazine hebdomadaire féminin Damernes Blad et le rebaptise Hjemmet. En 1911, le magazine Hjemmet est fondé en Norvège. En 1912, la société ouvre l'agence publicitaire Skandinavisk Reklamebureau, renommée plus tard Gutenberghus Reklamebureau. En 1914, Egmont Petersen devenu imprimeur royal décède.
En 1920, la société se transforme en une fondation charitable. En 1933, elle achète l'agence publicitaire danoise Dansk Reklame Bureau.
En 1946, la société crée une filiale pour la publicité cinématographique, Gutenberghus Reklame Film et lance le magazine hebdomadaire danois ALT for damerne. En 1948, le groupe commence à publier dans Kalle Anka & C:o en Suède les bandes dessinées de Walt Disney Productions, avant d'étendre rapidement la publication en Scandinavie. La version norvégienne est lancée dès 1948. Les histoires qu'il commande à des auteurs et dessinateurs, sont reprises dans plusieurs pays, notamment dans des publications françaises comme Super Picsou Géant. Il emploie plusieurs des principaux auteurs Disney, dont Don Rosa de 1990 à 2011. En 1951, le groupe de presse Ehapa est créé en Allemagne pour la publication des bandes dessinées Disney, avec le magazine Micky Maus et du Reader's Digest.
En 1961, la société se lance dans l'édition de livres avec l'acquisition du danois Aschehoug. En 1969, Hjemmet crée une filiale pour l'édition de livre en Norvège. Elle changera de pour Damm et sera intégré au groupe de presse Cappelen Damm.
En 1987, l'agence Gutenberghus Reklame Film est renommée Dansk Reklame Film. En 1989, la société vend l'agence Gutenberghus Reklamebureau.

### Depuis 1992: le groupe de médias Egmont

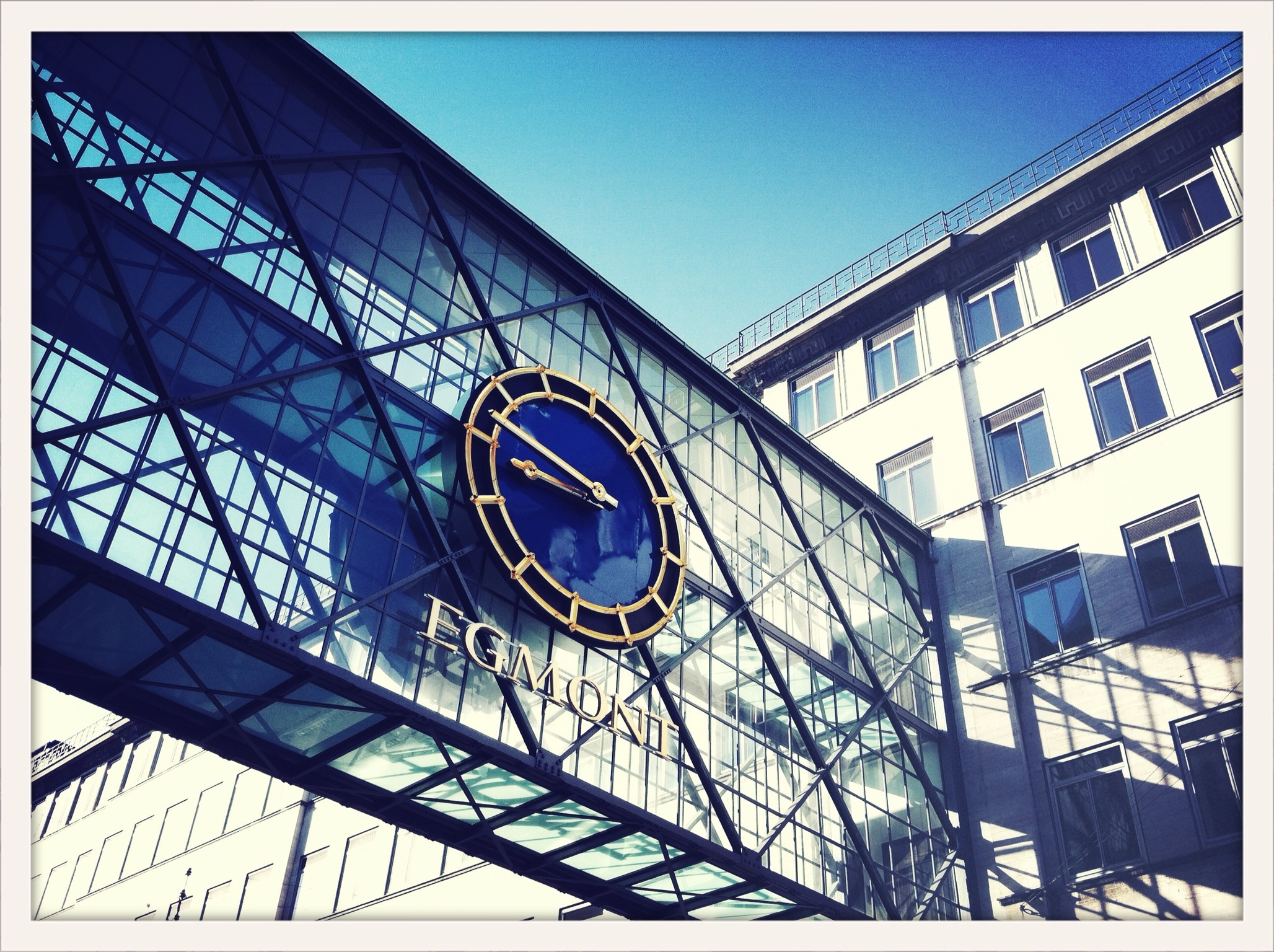
Horloge Egmont sur la passerelle en verre reliant les locaux de la société à Copenhague.

En 1991, la société se diversifie dans la télévision en prenant une participation de 33,5 % du capital de la chaîne norvégienne TV 2. Elle rachète aussi l'éditeur britannique Fleetway mais a semble-t-il stoppé l'activité de cette filiale en 2002. En 1992, la société Gutenberghus se rebaptise Egmont et fusionne avec Nordisk Film.
En 1993, le groupe Egmont s'associe avec les Éditions de Tournon pour créer la société Tournon-Egmont. En 1996, les Editions de Tournon reprennent la totalité de Tournon-Egmont, qui devient Tournon SA sous la présidence d'Henri-Claude Prigent.
En 2004, Egmont Kids & Teens rachète le site web Popip, un portail et un forum pour la jeunesse.
En novembre 2006, Egmont accroît sa participation dans TV2 de 33,5 % à 50 %. Le reste est détenu par le groupe de presse A-pressen achetant les parts détenues par le journal numérique Nettavisen.
Le 21 décembre 2007, Nordisk Film fonde Neofilm en Norvège pour produire des films d'art et d'essai à vocation d'un public adulte.
En février 2008, Nordisk Film achète 50 % du studio Zentropa. Nordisk investit aussi dans Spiderbox Entertainment, un éditeur de DVD et distributeur de films en Scandinavie
Le 7 février 2011, Nordisjk augmente sa participation dans Spiderbox Entertainment. Le 6 septembre 2011, Universal Music Group rachète le MBO Group à Egmont.
Le 9 janvier 2012, Emgont achète les 50 % détenus par A-pressen dans TV 2 pour 274 millions d'€, le groupe devenant une filiale à 100 %.
Le 3 octobre 2014, Egmont achète le suédois Forma Publishing Group. 
En janvier 2015, l'entreprise ferme sa division d'édition américaine.
Le 1er mai 2020, Egmont finalise la vente de trois de ses maisons d'éditions à HarperCollins : Egmont Books UK, Egmont Poland et Schneiderbuch Germany.

## Organisation

### Filiales
- Egmont Books, maison d'édition 
  - Aschehoug (Danemark)
  - Alinea (Danemark)
  - Forlag Malling Beck (Danemark)
  - Damm (Norvège)
  - Richters (Suède)
  - Forma Publishing (Suède)
- Egmont Magazines, filiale pour la presse magazine
  - Egmont Tidskrifter (Suède)
    - King

  - Egmont Hjemmet Mortensen (Norvège)
  - Egmont Magasiner (Danemark) 
    - ALT for damerne
    - Euroman

  - Vagabond Media (Suède), publication voyages
  - Sportskort AS (96,25 %)
- Egmont Kids Media, filiale pour la presse jeunesse, avec des licences Disney Publishing Worldwide
  - Egmont Ehapa Verlag (Allemagne)
  - Fleetway Éditions (1991-2002)
- Nordisk Film
  - Nordisk Film Cinemas  (exploitant de salles)
    - Drammen Kino AS (66,7 %)

  - Nordisk Film Interactive (distributeur de jeu vidéo)
  - Neofilm AS (66,7 %)
  - Spiderbox Entertainment
  - Zentropa Folket ApS (50 %, Danemark)
- Änglatroll
- Sudd AB (60 %)
- Scandinavian Media Alliance A/S (50 %, Danemark)
- TV 2 Group (Norvège)
  - TV 2 News (information, 2007)
  - TV 2 Sumo (numérique)
  - TV 2 Zebra (jeunesse, 2007)
  - TV 2 Filmkanalen (cinéma, 2005)
  - TV 2 Science Fiction (2009-2012
- Tournon-Egmont (50%, 1993-1996)

anciennes filiales
- MBO Group A/S (50,1 %, Danemark) : vendu en 2011 à Universal Music Group[13].

### Implantation internationale
Le groupe est présent dans de nombreux pays, où il est souvent l'un des premiers éditeurs de bande dessinée :
- Europe
  - Allemagne
  - Autriche
  - Bulgarie
  - Croatie
  - Danemark
  - Espagne
  - Estonie
  - Finlande
  - Hongrie
  - Irlande
  - Lettonie
  - Lituanie
  - Norvège
  - Pologne
  - Roumanie
  - Royaume-Uni
  - Russie
  - Serbie
  - Suède
  - Suisse
  - République tchèque
  - Turquie
  - Ukraine
- Amérique
  - États-Unis
- Asie
  - Australie
  - Chine
  - Hong Kong
  - Thaïlande

## Données économiques

### Résultats financiers
| Année | Chiffre d'affaires | Résultats net |
| ----- | ------------------ | ------------- |
| 2000  | 1 061,3            | 26,3          |
| 2001  | 1 141,5            | 31,3          |
| 2002  | 1 200              | 46,6          |
| 2003  | 1 107,1            | 75,9          |
| 2004  | 1 070,2            | 88,4          |
| 2005  | 1 173,3            | 86,6          |
| 2006  | 1 235,9            | 87            |
| 2007  | 1 492              | 120,4         |
| 2008  | 1 564,8            | 100,4         |
| 2009  | 1 439,9            | 125,1         |
| 2010  | 1 420,1            | 136,3         |
| 2011  | 1 386              | 150,4         |
| 2012  | 1 616              | 186,9         |
| 2013  | 1 621              | 191           |